# 대찬병원
대찬병원(代撰病院, Daechan Hospital)은 인천광역시 남동구 인주대로 590 (구월3동 1126-4)에 있는 병원이다.